# Bataille de Talana Hill
Seconde guerre des Boers
Batailles
Raid Jameson (décembre 1895 - janvier 1896)
- Doornkop

Front ouest (octobre 1899 - juin 1900)
- Kraaipan
- Belmont
- Graspan
- Modder River
- Stormberg
- Magersfontein
- Kimberley
- Paardeberg
- Poplar Grove
- Driefontein
- Sand River
- Mafeking
- Doornkop
- Biddulphsberg
- Lindley
- Diamond Hill

Front est (octobre 1899 - août 1900)
- Talana Hill
- Elandslaagte
- Rietfontein
- Bataille de Ladysmith
- Colenso
- Spion Kop
- Vaal Krantz
- Siège de Ladysmith
- Libération de Ladysmith
- Bergendal

Raids et guérillas (mars 1900 - mai 1902)
- Sanna's Post
- Mostertshoek
- Jammerbergdrift
- Roodewal
- Bothaville
- Leliefontein
- Nooitgedacht
- Vlakfontein
- Groenkloof
- Elands River
- Bloedrivier Poort
- Bakenlaagte
- Groenkop
- Tweebosch
- Rooiwal

La bataille de Talana Hill, parfois bataille de Dundee ou bataille de Glencoe, fut le premier affrontement d'importance de la seconde guerre des Boers. Une attaque frontale de l'infanterie britannique permit de dégager une colline de l'occupation boer, mais les britanniques souffrirent de lourdes pertes, dont celle de leur commandant Penn Symons.

## Prélude
Les renforts envoyés immédiatement au Natal par les Britanniques à la suite du déclenchement de la guerre se déployèrent rapidement dans la province, mais pas assez vite pour occuper les cols du Drakensberg. En conséquence, les Boers envahirent le Natal de trois côtés (via le col de Van Reenen et le Oliviershoek Pass dans le Drakensberg à l'ouest, Laing's Nek au Nord et l'ex-république d'Utrecht à l'est), et les Britanniques se retrouvèrent rapidement isolés et en position vulnérable.
Le Général Major Penn Symons commandait une brigade (quatre bataillons d'infanterie, une partie de régiment de cavalerie et d'infanterie montée, trois pièces d'artillerie de campagne), et occupait la ville minière (charbon) de Dundee. Il préféra garder la ville que de se replier sur Ladysmith. Le 19 octobre, deux colonnes boers totalisant 4 000 hommes sous les ordres du Général Erasmus et Lukas Meyer se positionnèrent autour de la ville.

## La bataille
Avant le début de la journée du 20 octobre, les forces d'Erasmus occupèrent la colline d'Impati au nord de la ville (à 28° 06′ 49″ S, 30° 12′ 18″ E). Les hommes de Meyer occupèrent la colline de Talana à l'est de la ville (à 28° 09′ 50″ S, 30° 16′ 04″ E), et amenèrent plusieurs Krupp field guns au sommet. Quand l'aube vint, les Britanniques attaquèrent la colline, et les boers ouvrirent le feu sans faire beaucoup de dégâts.
Les batteries britanniques furent envoyées sur le front et ouvrirent le feu, causant la fuite d'un millier de Boers. L'infanterie britannique décida d'une attaque frontale et atteignit la base de la colline, mais fut stoppée dans une plantation d'eucalyptus à flanc de colline par un feu nourri des Boers. Symons monta en première ligne pour motiver ses hommes, mais fut mortellement touché. Le successeur de Symons, le Colonel James Yule, ordonna la prise de la colline par l'infanterie à la baïonnette, et dut notamment subir des pertes de sa propre artillerie en arrivant au sommet.
Les forces de Lukas Meyer enfourchèrent leur monture et se retirèrent. Les cavaliers britanniques de Möller tentèrent de couper leur retraite, mais ils furent pour la plupart pris alors qu'ils contournaient le mont Impati. Erasmus ne prit donc pas part à la bataille, notamment parce qu'un brouillard persistant affectait le mont Impati, mais il captura l'infanterie britannique.

## Conséquences

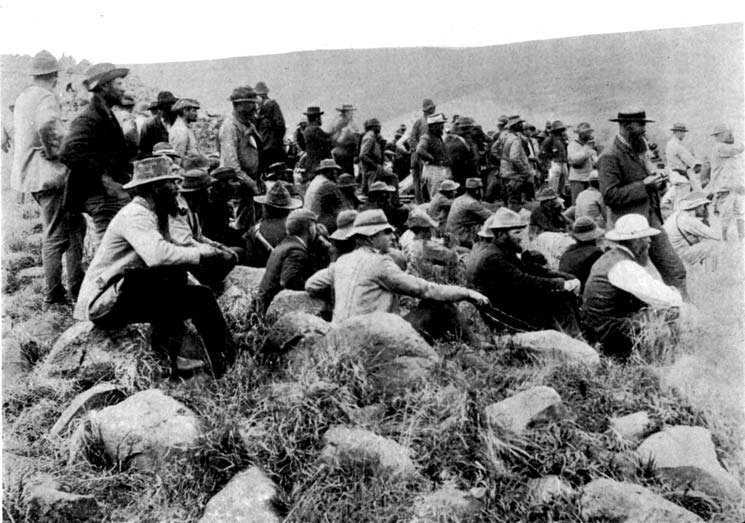
Boers assistant aux combats de Dundee

Les Britanniques avaient gagné à Talana Hill une victoire tactique avec de fortes pertes, mais pas stratégique. Ils auraient pu subir une importante défaite si le commandement boer n'avait pas fait preuve de manque d'initiative.
Les hommes de Yule ne furent pas en mesure d'attaquer le mont Impati, dont dépendait l'approvisionnement en eau de la ville. Ils s'approchèrent à diverses reprises pendant deux jours des positions boers sous un feu intermittent. D'autres forces boers firent des incursions occasionnelles dans les lignes de défense britanniques. Finalement, en l'absence de secours, les Britanniques quittèrent la ville pendant la nuit, et atteignirent Ladysmith après quatre jours d'une marche de 103 kilomètres, protégés par les hommes de White au cours de la bataille de Modderspruit.

## Anecdotes

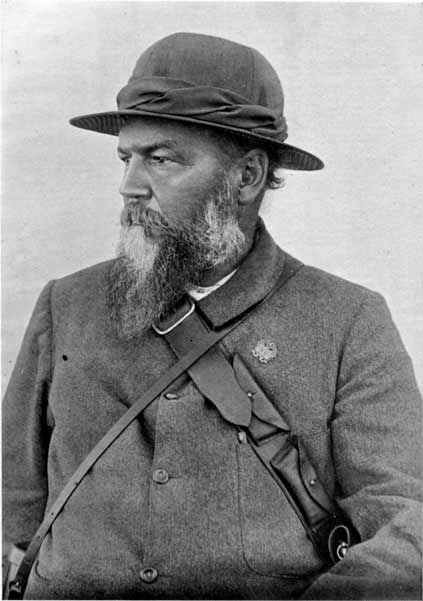
Lucas Meyer

- Ayant retenu les leçons de la bataille de Majuba en 1880, l'infanterie britannique arbora pour la première fois à  l'occasion de cette bataille une tenue kaki, et non plus une tenue rouge vif qui en faisait des cibles faciles. Les officiers continuèrent cependant d'arborer des signes distinctifs visibles, ce qui leur causa une mortalité supérieure à la troupe;
- Les Boers découvrirent dans les affaires de Symons une fois le camp abandonné le code qui permettait de déchiffrer les messages envoyés par les Britanniques entre eux par télégraphe ou héliographe.

### Sources
- Goodby Dolly Gray, Rayne Kruger, New English Library, 1964